# Adesso non pensarci più/Ballata per un matto
Adesso non pensarci più/Ballata per un matto è un singolo di Domenico Modugno del 1982.

## I brani
Il brano Adesso non pensarci più è stato inserito nella compilation Domenico Modugno - Ritratto, pubblicata nel 2010 dalla Carosello.

## Tracce
1. Adesso non pensarci più (Toto Cutugno, Andrea Lo Vecchio, D. Modugno)
2. Ballata per un matto (Balada para un loco) (Horacio Ferrer, D. Modugno, Astor Piazzolla, Angela Denia Tarenzi)